# 加爾卡 (羅姆內區)
50°54′46″N 33°13′2″E / 50.91278°N 33.21722°E
哈爾卡（烏克蘭語：Галка）是位於烏克蘭東北部的村莊，由蘇梅州羅姆內區的羅姆內市鎮負責管轄。該村處於羅緬河左岸，分別距離韋德梅熱1公里和科里涅齊克1.5公里，海拔高度126米，2001年人口525。